# Murat Boz
Murat Boz (n. 16 martie 1979 în Zonguldak, Turcia) este un cântăreț de muzică pop . Primul său album se numește Aşkı Bulamam Ben.